# Venericardia imbricata
Venericardia imbricataTo je fosilna morska školjka iz porodice Carditidae, roda Venericardia. Prvi ju je opisao Gmelin kao Venus imbricata, 1791 †